# Anthia sexguttata
Anthia sexguttata, también conocido como carábido gigante de seis puntos, es una especie de escarabajo del género Anthia, familia Carabidae. Fue descrita científicamente por Fabricius en 1775.

## Apariencia
Los adultos miden aproximadamente 4 cm (1,5 pulgadas), son negros con seis manchas dorsales blancas relativamente grandes (cuatro sobre los élitros y dos sobre el tórax). Son posibles otros patrones, aunque el patrón siempre es simétrico.
La larva tiene una forma aplanada, una cabeza grande y mandíbulas prominentes.

## Distribución geográfica
Habita en Irán, Turkmenistán, Pakistán, Bangladés e India.

## Dieta
Los adultos de A. sexguttata se alimentan de otros insectos y caracoles.